# Eclipse solar de 18 de abril de 1977

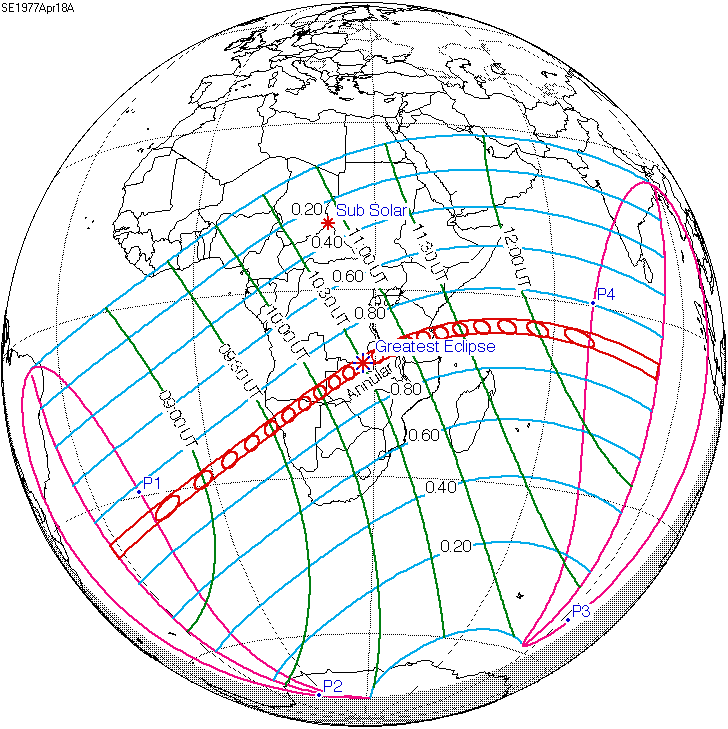
Mapa de visibilidade do eclipse

 O eclipse solar de 18 de abril de 1977 foi um eclipse solar anular que foi visível na Namíbia, Angola, República Democratica do Congo, Zâmbia e Tanzânia. Foi o vigésimo nono eclipse solar da série Saros 138 e teve magnitude de 0,9449. O Sol foi coberto em 94% em um eclipse anular moderado, com duração de 7 minutos e 4 segundos e cobrindo um amplo caminho de até 220 km de largura.
 